# محافظة الحديدة
محافظة الحُدَيْدَة في محافظة يمنية، على ساحل البحر الأحمر، بينها وبين العاصمة صنعاء نحو 226 كيلو متراً. وسكان عروس البحر الأحمر قُرابة (11%) من إجمالي سكان اليمن، وهي أكثر المحافظات سكانًا بعد محافظة تعز، وعدد مديرياتها (26)، ومدينة الحديدة مركز المحافظة. والزراعة جوهر أنشطة سكانها؛ فهي أُولَى محافظات الجمهورية إنتاجًا لبعض المحاصيل الزراعية بنحو 26% من إجمالي الإنتاج، ومن أهم محاصيلها: الخَضْراوات، والفواكه، والأعلاف، واصطياد السمك؛ لإطلالها على شريط ساحلي طويل غني بالأسماك والأحياء البحرية كَثرةً وتنوعًا.
والنشاط التجاري في الحديدة متميز من خلال عمليتي (الاستيراد والتصدير) لثاني ميناء رئيسي للجمهورية، كما يوجد في المحافظة العديد من المنشآت الصناعية من أهمها مصنع أسمنت باجل، وبعض الصناعات الغذائية والمشروبات الغازية. وأهم المعادن الموجودة في أراضي المحافظة هي: الجرانيت، الرمال السوداء، الأصباغ، خزف، الملح الصخري، الجبس وبعض المعادن الطينية الأخرى.
ومعالم السياحة في محافظة الحديدة متنوعة بالإضافة إلى معالمها التاريخية أهمها الآثار الإسلامية في مدينة زبيد التاريخية، كالجامع الكبير وجامع الأشاعر في مدينة بيت الفقيه ومدينة الخوخة الساحلية، وحمام السخنة الطبيعي. ومتوسط درجة الحرارة في الحديدة خلال أيام السنة بحدود 29 درجة مئوية.

## الجغرافيا
تقع محافظة الحديدة في الجهة الغربية للجمهورية اليمنية على ساحل البحر الأحمر، وتبعد عن العاصمة صنعاء حوالي (226 كم)، على خطي العرض (14ْ ـ 16ْ) شمال خط الاستواء، وبين خطي الطول (42ْ ـ 43ْ) شرقي جرنتش، يحدها من الشرق أجزاء من محافظات إب وذمار وصنعاء والمحويت وحجة، ومن الشمال محافظة حجة، ومن الجنوب محافظة تعز، ومن الغرب البحر الأحمر.
تبلغ مساحة المحافظة حوالي (117145) كيلومتر مربعاً. وتتوزع هذه المساحة في ستة وعشرين مديرية.

## التضاريس
تتكون محافظة الحديدة عموماً من سهل منبسط قليل الانحدار نحو البحر، وسطحه متماوج تماوجاً بسيطاً في شكل موجات عرضية متتابعة، يشغل مقعراتها مجاري روافد الوديان التي تصب في البحر، أمَّا محدباتها فتتكون في معظم الأحيان إما من بعض الكثبان الرملية قليلة الارتفاع أو بعض بقايا الكتل المتراجعة نحو الداخل، والمعروف جيولوجياً أن هذا السهل الساحلي هو جزء من أخدود البحر الأحمر غطته الإرسابات الحديثة التي يمكن أن نقسمها إلى قسمين يصعب تتبع حدودها أو الفصل بينهما، ففي الجزء القريب من ساحل البحر الأحمر تتكون الإرسابات من تكوينات بحرية تنتمي إلى نهاية كل من الزمن الثالث والرابع تغطيها إرسابات رملية هوائية حديثة، أما الجزء القريب من أقدام الجبال فهو يتكون من إرسابات دلتاوية بعضها خشن يتمثل في الحصى الكبير وشظايا الصخور، والبعض الأخر يتكون من ذرات دقيقة من مفتتات الصخور التي حملتها معها الوديان المنحدرة من الجبال، وتختفي هذه الإرسابات الدلتاوية الخشنة تدريجياً تحت الإرسابات الرملية حيث يظهر على الحد الفاصل بينهما بعض الينابيع والعيون ذات المياه العذبة، ومما سبق يمكن تقسيم محافظة الحديدة من حيث السطح إلى ثلاثة أقسام:
- السهول الساحلية
- المرتفعات الجبلية
- مجموعة الجزر

### الأودية

#### الأودية المائية
تتميز المحافظة بمرور عدد من الأودية المائية الشهيرة أهمها:
1. وادي مور:
  - يعتبر من الأودية الشهيرة على مستوى اليمن، ويتميز باتساعه وكثرة المياه التي تجري فيه. وتعدد روافده التي تأتي من المرتفعات الواقعة في شمال محافظة المحويت والمرتفعات الواقعة في الأجزاء الجنوبية الغربية من محافظة حجة، بالإضافة إلى المرتفعات الواقعة في الأجزاء الشمالية الغربية من محافظة عمران. حيث تنحدر من هذه المرتفعات العديد من الأودية والسوائل بعضها موسمية والبعض الآخر مائية. وجميعها تشكل روافد هامة لوادي مور. ومعظم مياه هذا الوادي تسقي الأراضي الزراعية الواسعة الواقعة على جانبيه خصوصاً منها الواقعة في مديرية الزهرة. وذلك بواسطة القنوات المائية الحديثة المرتبطة بالحاجز المائي الذي إنشاء على الوادي المذكور.
2. وادي سردود:
  - وهو الآخر من الأودية المائية الشهيرة ويصرف مياه عدد من الأودية المائية والجافة المنحدرة من المرتفعات الواقعة في الأجزاء الوسطى والجنوبية من محافظة المحويت والمرتفعات الواقعة في الأجزاء الشمالية الغربية من محافظة صنعاء. ويخترق هذا الوادي الطرف الشرقي من مديرية الضحي ثم الأجزاء الوسطى منها حتى طرفها الغربي ماراً في الجزء الجنوبي من مديرية الزيدية عند حدودها مع مديرية باجل حتى يصب في البحر الأحمر. وتنتشر على جانبي هذا الوادي مساحات زراعية خصبة. وأقيمت العديد من المزارع الحديثة الواسعة. كما تم عمل العديد من المصارف وقنوات الري في أجزاء مختلفة من الوادي.
3. وادي سهام:
  - وهو أحد الأودية الهامة وتأتي روافده من المرتفعات الواقعة في الأجزاء الغربية والجنوبية الغربية من محافظة صنعاء بالإضافة إلى المرتفعات الواقعة في مديريتي الحجيلة وبرع. حيث تنحدر من هذه المرتفعات عدد من الأودية وتصب معظمها في وادي سهام والذي بدوره يخترق مديرية المراوعة ومنها إلى مديرية الدريهمي. وتوجد على جانبي هذا الوادي مساحات زراعية واسعة وعلى امتداده في المديريتين المذكورتين. ويجري حالياً تشييد حاجز مائي كبير مع نهاية السفوح الجبلية التي تتجمع فيها المياه وتصب في وادي سهام.

#### الأودية الجافة(الموسمية)
تنتشر في مديريات المحافظة العديد من الأودية الجافة (الموسمية) والتي تجري فيها المياه الموسمية (أي أنها تصرف مياه الأمطار) المنحدرة من المرتفعات المطلة على المحافظة من جهة الشرق. البعض منها أودية رئيسة والبعض الآخر عبارة عن أودية فرعية ولكنها روافد للأودية الرئيسة، المائية منها والجافة، ومن أهم هذه الأودية:
1. وادي زبيد:
  - وهو من الأودية الشهيرة والواسعة ويصرف مياه عدد كبير من الأودية المنحدرة من جبال وصاب السافل – محافظة ذمار – وبعض الأودية المنحدرة من الأجزاء الشرقية لمديرية زبيد. وتتجمع مياه تلك الأودية كي تلتقي في الجزء الأوسط للمديرية في مجرى واحد يتجه غرباً عبر منطقة التحيتا ومنها يصب في البحر الأحمر. ويتميز هذا الوادي بوجود مساحات زراعية واسعة على جانبيه ومعظمها تروى من هذا الوادي بواسطة منشآت الري الحديثة التي تم بناءها في أجزاء مختلفة من الوادي.
2. وادي رماع:
  - من الأودية الرئيسة في المحافظة ويصرف مياه عدد من الأودية المنحدرة من المرتفعات الواقعة في الأجزاء الجنوبية الغربية من [[محافظة صنعاء. ويخترق الأجزاء الجنوبية من مديرية بيت الفقيه وتستفيد منه الكثير من المساحات الزراعية الواقعة على جانبيه. ومنها يصب في البحر الأحمر.
3. وادي نخلة:
  - يمر في الأجزاء الوسطى من مديرية حيس ويصرف مياه عدد من الأودية المنحدرة من الأجزاء الشمالية لمديريتي مقبنة وشرعب الرونة – محافظة تعز – والأودية المنحدرة من الأجزاء الغربية لمديرية فرع العدين – محافظة إب – بالإضافة إلى الأودية المنحدرة من الأجزاء الجنوبية لمديرية جبل رأس.
4. أودية أخرى:
  - هناك عدد من الأودية الموسمية الأخرى كأودية اثباب، الغليسي، حطب في مديريتي القناوص والزيدية، أودية المحجر، سدام، قراحص في مديرية الحجيلة ووادي جاحف في مديرية المراوعة، كذلك أودية رمانة، العقوم، الكبدية في [[مديرية الدريهمي، وادي الرباط وودي مريم في مديرية المنصورية. وغيرها.

### السهول الساحلية
يمثل سطح المحافظة منطقة ذات شكل طولي وتشكل معظم سهل تهامة. ويمتد من الأطراف الشمالية لمديريتي الزهرة واللحية باتجاه الجنوب حتى الأطراف الجنوبية لمديريتي حيس والخوخة. ويبلغ عرض هذه المنطقة حوالي (50) كيلو متراً وتتميز هذه المنطقة بوفرة المساحات الزراعية واتساعها، كما تتميز بوفرة المياه السطحية والجوفية. كما تضم هذه المنطقة مساحات واسعة والتي تشكل مراعي لوفرة وتنوع العشب فيها. وقد ساعدت هذه المنطقة على توجه العديد من المستثمرين إلى إقامة الكثير من المزارع الكبيرة والمتخصصة وأدخلت الميكنة الزراعية فيها ونظام الري الحديث. وإلى جانب ذلك توجد مساحات زراعية على طول هذه المنطقة وامتدادها وهي مساحات تعتمد على مياه الأمطار الموسمية.

### المرتفعات الجبلية
أهم المرتفعات في محافظة الحديدة ما يلي:
- جبل رأس: يقع في مديرية جبل رأس، في الجهة الجنوبية الشرقية من زبيد، ويطل من جهته الشمالية على وادي زبيد، ومن جنوبه على وادي نخلة، ويرتفع عن مستوى سطح البحر بحوالي (2000 متراً) تقريباً.
- جبل بُرَعْ: يقع في مديرية بُرَعْ ويرتفع عن مستوى سطح البحر بحوالي (2400 متراً)
- جبل دُبَاس وجبل مستور: يقعان في مديرية حيس.
- جبل الركب: يقع في مديرية زبيد.
- جبال الضامر: سلسلة جبلية تقع إلى الشرق من باجل وتمتد من شمال برع إلى شرق باجل.
- جبال الدَّمَنْ: سلسلة جبلية تقع غرب سلسلة جبال الضامر ويتوسطها سهل كبير يعرف سهل الدَّمَنْ يمتد من سهام إلى باجل.
- جبال وهنه: سلسلة جبلية تمتد من شرق إلى غرب شمال مدينة باجل تطل من الشمال على وادٍ سردُد ومن الجنوب على باجل ويفصل بينهما سهل يعرف بوادٍ عزان.
-جبل الشريف: يقع في جهة الجنوب من مدينة باجل ويوجد بقمته قلعة تسمى قلعة جبل الشريف.
-جبل القمة: يقع شرق مدينة الصليف على بعد (25 كيلومتر)، يوجد بها مناجم الملح.

### مجموعة الجزر
تنتشر في البحر الأحمر قبالة ساحل محافظة الحديدة مجموعة من الجزر اليمنية يصل عددها إلى أكثر من (40 جزيرة) بعضها صغيرة ومن أهمها الجزر التالية:
- جزيرة كمران: هي من الجزر المأهولة بالسكان وتبعد عن ميناء الصليف بحوالي (7 ميلاً بحرياً) وتبلغ مساحتها (35 ميلاً مربعاً) وهي جزيرة ذات أهمية إستراتيجية، وقد دخلها المصريون المماليك بقيادة «حسين الكردي» في عام (921 هجرية) وبعد ذلك ظلت تحت سيطرة العثمانيين حتى احتلتها بريطانيا في عام (1867 ميلادية)، واستخدمت حجراً صحياً للحجيج، كما يوجد بها قاعدة عسكرية يمنية لحماية السواحل والجزر اليمنية، ويوجد بها حالياً نادي للغوص يستغل سياحياً.
- جزيرة طقفاش (أنتوفيش): هي من أكبر الجزر الموجودة في مواجهة ميناء اللحَّية وتبلغ مساحتها (28 كم2) تقريباً، وشكلها مستطيل وترتفع حوالي (36 قدماً) عن مستوى سطح البحر، وتعتبر من الجزر ذات الأهمية الاستراتيجية والاقتصادية، ويوجد بها حالياً نادي للغوص يستغل سياحياً.
- جزيرة حنيش الكبرى: يبعد طرفها الشمالي الشرقي من الساحل بحوالي (28 ميلاً بحرياً)، وتبلغ مساحتها حوالي (67 كم2) وتقع على خط عرض (44َ،13ْ) شمالاً، وخط طول (45َ،42ْ) شرقاً، وهي جزيرة صخرية تمتد بها سلسلة جبلية على مدى طولها وأعلى ارتفاع لهذه السلسلة الجبلية يبلغ (1335 قدماً)، وفي عام (1981 ميلادية) بنت عليها المؤسسة العامة للموانئ اليمنية فناراً لإرشاد السفن وخدمة الملاحة الدولية.
- جزيرة حنيش الصغرى: تبعد عن الساحل بحوالي (25 ميلاً بحرياً)، وتبلغ مساحتها حوالي (10 كم2)، وهي جزيرة صخرية بركانية أعلى ارتفاع لها (627 قدماً)، وفي عام (1981 ميلادية) بنت عليها المؤسسة العامة للموانئ اليمنية فناراً لإرشاد السفن وخدمة الملاحة الدولية.

## المناخ
يتأثر مناخ محافظة الحديدة بكل الظروف التي تؤثر عموماً في مناخ اليمن وتؤدي إلى مظاهره المختلفة فيما يسقط من أمطار على المرتفعات الداخلية قد تجد طريقها أو الجزء الأكبر منها إلى مسيلات وروافد ووديان تصل بها إلى البحر الأحمر أو قد تجد طريقها خلال الطبقات إلى سهل تهامة على البحر الأحمر، ومناخ محافظة الحديدة يتميز بصيف طويل حار وشتاء قصير دافئ، وفيما يلي أهم العناصر المناخية:
- درجة الحرارة: يصل المتوسط الشهري لدرجة الحرارة العظمى في فصل الصيف إلى (37.5ْ مئوية) والصغرى إلى (19.6ْ مئوية)، أما في فصل الشتاء فأن المتوسط الشهري لدرجة الحرارة العظمى تصل إلى (24ْ مئوية) والصغرى إلى (14ْ مئوية).

### الرطوبة
تعتبر نسبة الرطوبة عالية إلى حد كبير إذ أن متوسط درجة الرطوبة النسبية يتراوح بين (70ْ - 85ْ مئوية)، كما أن معدل التبخر مرتفع يزيد عن معدل التساقط.

### الأمطار
تعتبر الأمطار في محافظة الحديدة قليلة ونادرة وغير منتظمة فقد تسقط في سنوات كميات كبيرة وفي سنوات أخرى تسقط كميات محددة، وتتراوح كمية الأمطار ما بين (60 ـ 150 ملم) سنوياً، وفي الشهور فبراير ومارس وأبريل وديسمبر.

## البيئة

### الغطاء النباتي
يتنوع الغطاء النباتي في المحافظة فتكثر الأشجار المعمرة بالإضافة إلى الحشائش والنباتات الصغيرة في السهول والكثبان الرملية الغير مزروعة. وكذلك تنتشر النخيل والعديد من النباتات وأنواع مختلفة من الأشجار المعمرة وذلك في نهاية الأودية وسهولها وتنتشر بعض الأشجار المعمرة. وينعدم العطاء النباتي في الأجزاء الصخرية والمناطق الساحلية باستثناء بعض أشجار نخيل الدوم التي تكثر في أجزاء مختلفة من الشريط الساحلي.

### الحيوانات والطيور
يوجد أنواع مختلفة من الحيوانات البرية المتوحشة منها والأليفة كانت في الماضي منتشرة في سهول تهامة إلا إنها مع مرور الزمن تلاشت وانقرض الكثير منها باستثناء البعض منها التي يتركز تواجدها في الأجزاء الشرقية وبالقرب من المرتفعات الجبلية الخالية من السكان مثل الضباع، الثعالب، النمور، الأرانب، الاوبار ولكن بإعداد قليلة ونادرة.
بالنسبة للطيور توجد في السهل التهامي ومنها الصقور، العقاب، الوروار، اللقلاق، البوم، الحمام البري، النورس، الهدهد.

## التقسيم الإداري
تعتبر محافظة الحُديدة إحدى المحافظات الكبيرة إدارياً. فهي تتكون من 26 مديرية، وتتباين هذه المديريات من حيث عدد سكانها وتجمعاتها السكنية وعدد عزلها ومساحاتها، وتضم هذه المديريات في اطارها 136 عزلة و 5464 تجمعاً سكنياً ما بين مدينة وقرية ومحلة وحارة، بالإضافة إلى عدد من الجزر اليمنية المنتشرة في البحر الأحمر ابتداءً من قبالة مديرية اللحية شمالاً وحتى مديرية الخوخة جنوباً، ومدينة الحديدة هي عاصمة المحافظة وتتميز بأنها إحدى المدن الهامة في اليمن وميناءها الرئيسي، كما تتميز بموقعها المطل على البحر الأحمر الذي يتوسط معظم مديريات المحافظة.
كانت المحافظة تتكون من 22 مديرية فقط، وتم تقليص مساحة مديرية زبيد وإضافة مديريتين جوارها وهما مديريتي (الجراحي - التحيتا)، وكانت مدينة الحُديدة تعتبر مديرية واحدة وتم تقسيمها لثلاثة مديريات وهي (الحالي - الحوك - الميناء)

التقسيم الإداري لمحافظة الحديدة

تقسم الحُديدة إلى ست وعشرين مديرية أكبرها مديرية بيت الفقيه التي بلغ عدد سكانها 241300 عام 2004.
| م  | المديرية          | المركز        | مساحة المديرية كم2 |
| -- | ----------------- | ------------- | ------------------ |
| 1  | مديرية الزهرة     | الزهرة        | 776                |
| 2  | مديرية اللحية     | اللحية        | 1299               |
| 3  | مديرية كمران      | كمران         | 107                |
| 4  | مديرية الصليف     | الصليف        | 154                |
| 5  | مديرية المنيرة    | المنيرة       | 640                |
| 6  | مديرية القناوص    | القناوص       | 387                |
| 7  | مديرية الزيدية    | الزيدية       | 500                |
| 8  | مديرية المغلاف    | المغلاف       | 170                |
| 9  | مديرية الضحى      | الضحى         | 246                |
| 10 | مديرية باجل       | باجل          | 1645               |
| 11 | مديرية الحجيلة    |               | 104                |
| 12 | مديرية برع        | رقاب          | 242                |
| 13 | مديرية المراوعة   | المراوعة      | 746                |
| 14 | مديرية الدريهمي   | الدريهمي      | 695                |
| 15 | مديرية السخنة     | السخنة        | 379                |
| 16 | مديرية المنصورية  | المنصورة      | 194                |
| 17 | مديرية بيت الفقيه | بيت الفقية    | 1529               |
| 18 | مديرية جبل راس    | المرير        | 410                |
| 19 | مديرية حيس        | حيس           | 262                |
| 20 | مديرية الخوخة     | الخوخة        | 557                |
| 21 | مديرية الحوك      | مدينة الحديدة | 62                 |
| 22 | مديرية الميناء    | مدينة الحديدة | 17                 |
| 23 | مديرية الحالي     | مدينة الحديدة | 102                |
| 24 | مديرية زبيد       | زبيد          | 585                |
| 25 | مديرية الجراحي    | الجراحي       | 628                |
| 26 | مديرية التحيتا    | التحيتا       | 813                |

## السكان
بلغ عدد سكان محافظة الحديدة وفقاً لنتائج التعداد العام للسكان والمساكن والمنشآت لعام (1994 ميلادية) حوالي (1,749,914) نسمة بينما ارتفع إلى 2,157,552 عام 2004.

## الثقافة
الجامع الكبير في قرية المراوعة التابعة للحديدة الذي بناه السيد علي الأهدل واستوطن المراوعة

### آثار ومعالم تاريخية
| المديرية          | الأثار والمعالم التاريخية |
| ----------------- | --- |
| مدينة زبيد        | باب غلافقة. باب سهام. باب الشبارق. باب القرتب. جامع الأشاعر. الجامع الكبير. المدررسة الإسكندرية. المدرسة المنصورية. المدرسة التاجية. المدرسة العفيفيه. المدرسة الدعاسية. المدرسة الجبرتية. المدرسة الصلاحية. المدرسة الفاتنيه. مدرسة جمال الدين الريمي. المدرسة المزجاجية. المدرسة الفرحانيه. المدرسة المحالبية. المدرسة الكمالية. |
| مديرية الخوخة     | شاطئ القطايا. شاطئ الكداح. شاطئ الحبشة. شاطئ أبو زهرة. شاطئ المحرق. شاطئ الوعدة. شاطئ العنبره. شاطئ موشبح. |
| مديرية حيس        | الجامع الكبير. مسجد ومدرسة الإسكندرية. ضريح الغريب. ضريح النهاري. ضريح السراج. جبل مستور |
| مديرية بيت الفقيه | الجامع الكبير. مسجد وضريح ابن عجيل. قلعة بيت الفقية. سوق مدينة بيت الفقية. شاطئ الجراح. مهرجان الحسينية. |
| مديرية الدريهمي   | جامع السيد علي بن المقبول. قلعة الدريهمي. قلعة ابرهادي. قلعة الطايف. قلعة قضبة. شاطئ الدريهمي. |
| مديرية المنصورية  | الجامع الكبير |
| مديرية السخنة     | حمام السخنة |
| مديرية المراوعة   | مبنى الحكومة. الجامع الكبير. ضريح الخزان. قلعة تاريخية. |
| مديرية باجل       | سوق باجل الأسبوعي. حصن باجل. الجامع الكبير . حصن الضامر. |
| مديرية الضحى      | قلعة الضحى |
| مديرية المغلاف    | سوق شعبي . قلعة تاريخية |
| مديرية الزيدية    | قلعة أثرية . ضريح ابوالغيث بن جميل . جامع المحالب . الجامع الكبير . مسجد صائم الدهر . سوق الزيدية الأسبوعي . |
| مديرية المنيرة    | جامع المنيرة |
| مديرية الصليف     | ميناء الصليف |
| ميناء راس عيسى    | فنار المراقبة . شاطئ بحر جابر. |
| مديرية كمران      | الجامع القديم . مسجد الجبانة . ضريح العراقي . مقر الحاكم العثماني . قلعة كمران. العقيل (الكنداسة). حديقة الترار . شاطئ الجزيرة. |
| مديرية القناوص    | منارة مدينة المهجم . قلعة القناوص . آثار قلعة الكلفود. جبل الوقيمة . جبل المنار. |
| مديرية الزهرة     | جامع الزهرة . الأسواق الشعبية . |
| مديرية اللحية     | جامع الزيلعي . القلاع الحربية التاريخية. قلعة المسيلة . قلعة القفل. سور المدينة . قصر عبد الودود . جبل الملح . |

### الأسواق الأسبوعية
تنتشر في محافظة الحديدة العديد من الأسواق الشعبية التي تعتبر أحد عوامل الجذب السياحي حيث تعكس هذه الأسواق طبيعة الحياة والتسوق لدى المواطنين وتعتبر محل إعجاب السياح الأجانب ومن الأسواق الهامة في محافظة الحديدة ما يلي:
- - أسواق بيت الفقيه، الخوخة، الدريهمي، القطيع تقام يوم الجمعة من كل أسبوع.
  - سوق المغلاف، سوق السويق تقام يوم السبت من كل أسبوع.
  - سوق مدينة زبيد يقام يوم الأحد من كل أسبوع.
  - أسواق المراوعة، الضحي، حيس، الحسينية تقام يوم الإثنين من كل أسبوع.
  - سوق مدينة الزيدية، سوق الجراحي تقام يوم الثلاثاء من كل أسبوع.
  - أسواق باجل، المنصورية تقام يوم الأربعاء من كل أسبوع.
  - أسواق القناوص، خميس الواعظات، سوق التريبة، والكدن سردُد تقام يوم الخميس من كل أسبوع.
  - كما تشتهر محافظة الحديدة لما لديها من خط ساحلي على البحر الأحمر برواجة صيد الأسماك مثل اسماك التونة والسلمون وغيرها.
  - أيضا وتمتاز الحديدة لما لديها من أراضي زراعية بزراعة الخضروات مثل الطماطم والبطاطا والكوسا والباذنجان إضافة إلى العديد من الفواكه الموسمية مثل الموز والبطيخ والمانجواوغيرها.
  - كما تمتاز أيضا محافظة الحديدة بالصادرات الحيوانية والتي يتم تصديرها إلى جميع محافظات الجمهورية والدول المجاورة أيضا.

## مناطق وأماكن سياحية
بما أن الحديدة تقع في طريق التجارة العالمية القديمة وبكونها ميناء قديم فلا شك في ازدهار الحضارة فيها وقد تجلى ذلك بوجود العديد من المواقع والأماكن السياحية الهامة منها:
1.مدينة داخل السور:
تعد أقدم أحياء مدينة الحديدة وتعود بدايتها مع النشأة الأولى للمدينة أي في بداية القرن (الثامن الهجري) وتمثل مباني هذه المدينة نمطا معماريا قديم الطراز يشابه إلى حد كبير نمط البناء في الموانيء القديمة على ساحل البحر الأحمر وتتميز بمبانيها ذات الأدوار العالية والسقوف الخشبية المنقوشة بأشكال هندسية بديعة، وحولها سور له أربعة أبواب: باب مشرف، باب النخيل، باب الستر، باب اليمن وهناك عدد من المباني يعود بنائها إلى أكثر من 2000 عام.
2.الجامع الكبير:
يقع هذا الجامع في حارة داخل السور ويعتبر من المساجد الشهيرة بمدينة الحديدة ويعود تاريخ عمارة الجامع إلى مطلع (القرن الثاني عشر الهجري) حيث بني في عام (1111 هجرية).ويحتوي الجامع الكبير على (48) دعامة وسبعة طواريد، ويبلغ طوله (31) متر، وبنيت حيطان جهاته الأربع من الخارج بالحجر الملون، ومن الداخل طليت بالحصى الأبيض، وعُملت نوافذ من جميع الجهات بشكل متكافئ مما ساعد كثيرا على توفر الإضاءة فيه، ووضعت عليها عقود بالقمريات مما أضفى على شكل الجامع جمالاً بديعاً.
3.مسجد الجعيشية:
يقع في حارة الصديقة وبني سنة (1222 هجرية) وقد اختلف حول من بناه، وينقسم المسجد إلى قسمين: قسم داخلي ويسمى بيت الصلاة وهو مسقوف وتحيط به الجدران من جوانبه الأربعة والقسم الخارجي الرواق وهو عبارة عن فناء واسع مسقوف وتحيط به الجدران من ثلاث جهات فقط وللمسجد منارة عالية مبنية بطراز معماري أخاذ شكل لولبيا مخروطيا من الأسفل إلى الأعلى منقوش الجدران بنقوش حجرية هندسية جميلة وتعد المنارة من العلامات البارزة والمميزة في مدينة الحديدة.
4. قلعة باب مشرف:
وهي إحدى الحصون التي كانت موجودة على السور القديم وتشرف على باب مشرف وقد بناها الشريف الحسين بن على أثناء سيطرته على المنطقة عام (1256 هجرية) وتتكون القلعة من دورين مبنية بالآجر (الطوب الأحمر المشوي) والطين مطلية بالنورة.
5. قلعة الكورنيش:
تقع على بعد (واحد كيلو متر) جنوب الميناء القديم على أكمة مرتفعة قبالة البحر يعود بنائها إلى عام (946 هجرية – 1538 ميلادية) خلال فترة التواجد العثماني الأول في اليمن وكانت تستخدم كاستحكامات دفاعية كما استخدمت كسجن من قبل العثمانيون ومن بعدهم الأئمة.
6. متحف الحديدة:
بني هذا المبنى خلال فترة حكم العثمانيون كمركز لجباية الأموال واستمر في وظيفته حتى العهد الأخير للائمة ويتكون من طابقين تغطيه من الخارج شرفات خشبية وفقاً لطراز البناء السائد آنذاك، الغرفة الوسطى في الطابق الثاني سقفها على شكل قبة والمبنى تم بناؤه من الآجر والطين مطلي من الداخل والخارج بالنورة.
7. الحديقة العامة:
من أهم منتزهات ومتنفسات المدينة، تقع على بعد (4) كم من مركز المدينة على طريق الحديدة صنعاء تحتوى الحديقة على ملاعب رياضية لكرة القدم والتنس والسلة ومسبحين للكبار والصغار، والحقول والبساتين متنوعة الأشكال وكافتيريا وبحيرات صناعية ومدرجات تشكيلية تحتوى على أشجار الزينة والزهور المختلفة.
8. مدبات (خزانات) المياة:
يوجد في مدينة الحديدة عشرة خزانات للمياة في أماكن متفرقة كانت تقوم بمهام خزن الماء الحالي للشرب والذي يصل إلى هذه الخزانات عبر سراديب أرضية وقد بنيت هذه الخزانات من الحجار الصلبة التي تم جلبها من منطقة الصليف وكمران وهي عبارة عن تجويف محفورة تحت الأرض يتم النزول إلية عبر درج مبنى من الحجارة ويعلوه قبة من الأجر والطين وتعد هذه الخزانات واحدة من المواقع الأثرية المميزة لمحافظة الحديدة.
9. الشواطئ والمنتجعات:
من الشواطئ الجميلة والمنتجعات السياحية هناك شاطئ الكورنيش الممتد مسافة 2 كم والمزود بالكافتيريات وكراسي للراحة على طول الشاطئ وشاطئ العرج ويعتبر منتجعا سياحيا ومتنفسا طبيعيا لسكان مدينة الحديدة وهو من أجمل الشواطئ اليمنية التي تكسوها أشجار النخيل والدوم، ويقع شمال مدينة الحديدة على بعد (15) كم بين مصبين الواديين هما وادي سردد من الشمال ووادي سهام من الجنوب.
10. حديقة الشعب:
تقع في وسط المدينة وتعتبر من المتنفسات الهامة حيث يرتادها أبناء المدينة في المساء للترويح عن أنفسهم وتحتوى على أشجار ونباتات زينة وكافتيريا وتعد اليوم من الأماكن المميزة لمدينة الحديدة.
11. محمية برع الطبيعية: وهي محمية طبيعية تقع ضمن مديرية برع، وهي مليئة بالاشجار المعمرة المتنوعة وعيون المياه وبها عدة أصناف من الحيوانات والطيور والثعابين وتتميز بجو رائع خلاب.
وتمثل المحمية بروعتها وجمالها الخلاب متنفسا للزائرين اليمنيين من عموم محافظات الجمهورية والسيّاح الوافدين من خارج البلاد على حد سواء.